# Breaking Benjamin
Breaking Benjamin is een Amerikaanse alternatieve-metalband uit Wilkes-Barre in Pennsylvania, opgericht in 1998 door gitarist Benjamin Burnley en drummer Jeremy Hummel.

## Naam
De naam van de band ontstond doordat Benjamin Burnley tijdens een optreden een microfoon had laten vallen. In 1999 veranderde de band zijn naam kortstondig in "Plan 9", maar na enkele veranderingen in de bezetting werd de naam weer terugveranderd in Breaking Benjamin.

## Albums

### Breaking Benjamin
Breaking Benjamin is het eerste en enige album van de groep dat uitgebracht werd voor hun contract bij Hollywood Records.
De ep werd uitgebracht in 2001. Alle 2000 kopieën van deze cd werden in de eerste week na de release verkocht.

### Saturate
Na het succes van een zelf uitgebracht ep, waarvan alle 2000 geproduceerde cd's werden verkocht, kreeg de band in 2001 een contract bij Hollywood Records. Onder dit label werd in augustus 2002 het eerste volledige album van de band uitgebracht: Saturate. Het album was redelijk succesvol en er werden drie singles uitgebracht. "Polyamorous", "Skin" en "Medicate".

### Live
Deze ep werd bedoeld als promotie cd en werd uitgegeven op 3 april 2004. Alle nummers op deze cd werden live opgenomen op de Mississippi Nights

### We Are Not Alone
Het tweede album, We Are Not Alone, werd uitgebracht in juni 2004. Singles van dit album zijn "So Cold", "Sooner or Later" en "Rain". Onder andere het commerciële succes van "So Cold" zorgde ervoor dat het album een succes werd. Er werden in de eerste week 48.000 stuks van verkocht en in 2005 bereikte het een platina status.
De nummers "Rain", "Forget It" en "Follow" zijn geschreven met hulp van de gitarist en zanger van The Smashing Pumpkins, Billy Corgan.

### So Cold
Later in 2004 bracht de band de ep So Cold uit. Hierop staan een akoestische versie van "So Cold", live versies van "Breakdown" en "Away", studio-opnamen van "Blow Me Away" en "Lady Bug". "Blow Me Away" komt tevens voor op de soundtrack van het videospel Halo 2.

### Phobia
Phobia is het derde album van de band en kwam in 2006 uit. In de eerste week werden er 131.000 stuks van verkocht, waarmee het het snelst verkopende album van de band tot nu toe is. Singles van het album zijn "The Diary of Jane", "Breath" en "Until the End".

### Dear Agony
Dear Agony is het vierde studioalbum van de band, uitgekomen in 2009. David Bendeth was de producer van het album. Hij was ook verantwoordelijk voor het produceren van de band hun vorige twee albums namelijk: 'We Are Not Alone' en 'Phobia'. 
Hun eerste single 'I Will Not Bow' zou op 17 augustus uitkomen, maar was uiteindelijk al op 11 augustus te beluisteren op hun MySpace.
De single 'I Will Not Bow' verscheen in de film 'Surrogates' met in de hoofdrol Bruce Willis.
Het album bevat 11 nummers waaronder: 
'I Will Not Bow' en 'What Lies Beneath'.

### Shallow Bay: The Best of Breaking Benjamin
Dit album, uitgebracht op 16 augustus 2011, is het eerste album met muzikale hoogtepunten van de groep.
Het bevat de beste nummers van hun vier voorgaande cd's.
Het is een dubbelalbum met op de tweede cd verschillende experimenten. Zoals met name covers, remixen, akoestische versies en live-versies. Een uiteindelijk officieel niet op dit album uitgebracht nummer is "Better Days".

### Dark Before Dawn
Dark Before Dawn is het eerste album dat werd uitgegeven met die nieuwe bandleden. 
Dit album bevat 12 nummers, waaronder 'Failure', 'Defeated' en 'Angels Fall'. Ondanks de nieuwe bezetting blijft het klassieke Breaking Benjamin-geluid behouden.

### Aurora
Aurora is een compilatie album uitgebracht op 24 januari 2020. Het album is een collectie van herwerkte versies van vorige hits en een nieuw nummer 'Far Away'.

## Leden
Huidige leden
- Benjamin Burnley - zang, ritmisch gitaar (1998-)
- Shaun Foist - drums, percussie (2014-)
- Aaron Bruch - bas, zang (2014-)
- Keith Wallen - gitaar, zang (2014-)
- Jasen Rauch - gitaar (2014-)

Vroegere leden
- Jeremy Hummel - drums, percussie (1998-2004)
- Aaron Fink - gitaar (1998, 1999-2011)
- Mark James Klepaski - bas (1999-2011)
- Jonathan "Bug" Price - bas (1998-1999)
- BC Vaught - drums, percussie (live)
- Kevin Soffera - drums, percussie (live)
- Chad Szeliga - drums, percussie (2005-2013)

## Discografie
- Saturate (2002)
  1. Wish I May – 3:59
  2. Medicate – 3:44
  3. Polyamorous – 2:56
  4. Skin – 3:21
  5. Natural Life – 3:59
  6. Next to Nothing – 3:43
  7. Water – 4:12
  8. Home – 3:37
  9. Phase – 4:31
  10. No Games – 3:35
  11. Sugarcoat – 3:38
  12. Shallow Bay – 4:05
  13. Forever (Bonustrack direct na Shallow Bay) - 3:56
- We're Not Alone (2004)
  1. So Cold – 4:33
  2. Simple Design – 4:15
  3. Follow – 3:18
  4. Firefly – 3:07
  5. Break My Fall – 3:25
  6. Forget It – 3:37
  7. Sooner or Later – 3:39
  8. Breakdown – 3:36
  9. Away – 3:12
  10. Believe – 3:20
  11. Rain – 3:25
  12. Ordinary Man (Alleen op de Japanse versie) – 3:31
  13. Lady Bug (Alleen op de Japanse versie)- 3:02
- So Cold (2004)
  1. So Cold (Live Acoustic) - 3:54
  2. Blow Me Away - 3:25
  3. Ladybug - 3:02
  4. Away (Live) - 3:23
  5. Breakdown (Live) - 3:43
- Phobia (2006)
  1. Intro – 1:13
  2. The Diary of Jane – 3:20
  3. Breath – 3:38
  4. You – 3:21
  5. Evil Angel – 3:41
  6. Until the End – 4:12
  7. Dance with the Devil – 3:47
  8. Topless – 3:03
  9. Here We Are – 4:17
  10. Unknown Soldier – 3:46
  11. Had Enough – 3:47
  12. You Fight Me – 3:12
  13. Outro – 2:09
  14. The Diary of Jane (Akoestisch) – 3:06
- Dear Agony (2009)
  1. Fade Away - 3:21
  2. I Will Not Bow - 3:38
  3. Crawl - 3:59
  4. Give Me A Sign - 4:18
  5. Hopeless - 3:20
  6. What Lies Beneath - 3:35
  7. Anthem Of The Angels - 4:03
  8. Lights Out - 3:34
  9. Dear Agony - 4:18
  10. Into The Nothing - 3:44
  11. Without You - 4:17
- Dark Before Dawn (2015)
  1. Dark - 2:10
  2. Failure - 3:34
  3. Angels Fall - 3:48
  4. Breaking The Silence - 3:01
  5. Hollow - 3:50
  6. Close To Heaven - 4:08
  7. Bury Me Alive - 4:08
  8. Never Again - 3:43
  9. The Great Divide - 4:12
  10. Ashes Of Eden - 4:53
  11. Defeated - 3:25
  12. Dawn - 1:52
- Aurora (2020)
  1. So Cold (Aurora version) - 4:33
  2. Failure (Aurora version) - 3:38
  3. Far Away - 4:53
  4. Angels Fall (Aurora version) - 3:47
  5. Red Cold River (Aurora version) - 3:20
  6. Tourniquet (Aurora version) - 4:22
  7. Dance with the Devil (Aurora version) - 3:45
  8. Never Again (Aurora version) - 3:43
  9. Torn in Two (Aurora version) - 4:05
  10. Dear agony (Aurora version) - 4:16